# Брониковский-Оппельн, Миколай Гаэтан
Миколай Богдан Гаэтан Брониковский-Оппельн (пол. Mikolaj Deodatus Kajetan Bronikowski-Oppeln, 6 января 1767, Познань — 23 января 1817, Варшава) — польский и французский генерал из рода Брониковских-Оппельнов.

## Биография
Родился в семье Петра Брониковского (Piotr Bronikowski; 1725—1775) и его супруги Терезы Рыдзинской (Teresa Rydzynska; 1730—1779). До 1782 года изучал военное дело в Берлине, стал масоном.
В 1786 году поступил на службу в 14-й пехотный полк армии Речи Посполитой в чине поручика, в том же году был произведён в капитаны.
В 1787 году с разрешения короля Станислава Августа Понятовского поступил на российскую службу и участвовал в осаде Хотина. Затем снова служил в армии Речи Посполитой.
В чине майора пешей Коронной гвардии принял участие в русско-польской войне 1792 года, где отличился в сражениях при Любаре, Борушковцах и Зеленцах. Затем, в 1794 году, в чине полковника участвовал в восстании Костюшко и был произведён в бригадные генералы. После поражения восстания жил в Галиции.
В 1808 году поступил на службу в армию Великого герцогства Варшавского, командовал 4-м полком Вислинского легиона. Участвовал в войне Пятой коалиции 1809 года, отличился в сражениях под Рашином и при Ваграме. 17 июля 1809 года был назначен вторым командующим 2-го Вислинского легиона, который после окончания войны формировался из пленных австрийских подданных.
18 февраля 1810 года поступил на службу во французскую армию в чине бригадного генерала и был направлен на войну на Пиренейский полуостров, где участвовал в осаде Лериды. 1 мая 1810 года был назначен командиром 1-й бригады (5-й лёгкий и 116-й линейный полки) 3-й пехотной дивизии генерала Абера III-го армейского корпуса, отличился при захвате Мекиненсы и при осаде Тортосы, с 29 сентября по 5 октября 1810 года командовал 3-м пехотным полком Вислинского Легиона. После реорганизации III-го корпуса в Арагонскую армию в конце апреля 1811 года был назначен командиром 2-й бригады (117-й линейный полк) 4-й пехотной дивизии генерала Абера, участвовал в осадах Таррагоны и Сагунто, отличился при взятии Валенсии, после чего был отозван во Францию.
25 марта 1812 года был назначен командиром 2-й бригады (3-й и 4-й Вислинские полки) дивизии Вислинского легиона генерала Клапареда, прикомандированной к Императорской гвардии, и участвовал в походе в Россию. 13 июля 1812 года был назначен губернатором Минской провинции. При приближении к Минску российских войск Павла Чичагова 15 ноября 1812 года отступил в Борисов, где собрал 2 000 человек пехоты для обороны. 21 ноября 1812 года был ранен при обороне Борисовского моста, но не оставил строй, сражался при Березине, после чего возглавил остатки Вислинского легиона и действовал в арьергарде под командованием маршала Нея. Он отличился при обороне Вильно, но довёл до Кенигсберга не более 50 солдат и 22 офицеров легиона.
В середине января 1813 года он добрался до Познани, где занялся восстановлением Вислинского легиона, во главе которого (4-й, 7-й и 9-й пехотные полки армии герцогства Варшавского) присоединился к дивизии генерала Жирара. 22 февраля 1813 года в Берлине заменил Жирара на посту командира дивизии, назначенной в гарнизон Дрездена. 19 марта 1813 года был переведён в гарнизон Виттенберга, где отличился при обороне этого города от прусских войск генерала Клейста и был ранен в ночь с 17 на 18 апреля 1813 года.
Летом 1813 года был назначен командиром 2-й бригады 6-й пехотной дивизии II-го армейского корпуса маршала Виктора. 18 октября 1813 года был тяжело ранен в сражении под Лейпцигом и на следующий день попал в русский плен.
24 мая 1814 года принял присягу королю Людовику XVIII, но вскоре покинул французскую службу с производством в дивизионные генералы и поступил в армию Царства Польского.
Был кавалером Почётного Легиона (13 июля 1809 года), офицером Почётного Легиона (12 августа 1809 года), кавалером польских орденов Virtuti Militari (1792 год) и Белого Орла (3 августа 1809 года).
С 1795 года был женат на Анне Корвин-Красинской (Anna Korwin-Krasinska; 1775—1813), от которой имел сына Мориса Игнаса Петра (Maurycy Ignacy Piotr Bronikowski; 1796 год) и дочь Амелию (Amelia Bronikowska; 1804—1896).